# Dinah Eckerle
Dinah Eckerle (født. 16. oktober 1995 i Leonberg, Tyskland) er en tysk håndboldspiller som spiller for  Thüringer HC og det Tysklands kvindehåndboldlandshold.

## Meritter
- Bundesliga:
  - Vinder: 2012, 2013, 2014, 2015, 2016

- DHB-Pokal:
  - Vinder: 2013

- DHB-Supercup:
  - 'Vinder: 2015, 2016